# Chrysis kalliroi
Chrysis kalliroi (лат.) — вид ос-блестянок рода Chrysis из подсемейства Chrysidinae.

## Этимология
Видовое название kalliroi (καλληρρόη) в переводе с греческого означает «красивый поток», образованное от слов kallos (κάλλος, означает «красота») и roi (ροή, означает «поток»); таким образом, kalliroi обозначает красивую окраску тела вида, которая меняется от фиолетового до пурпурного. В греческой мифологии нимфа Каллироя была одной из Океанид, дочерей титана Океана. От этого мифологического имени происходит имя Roi, имя жены второго автора, которой посвящен вид.

## Распространение
Западная Палеарктика. Кипр.

## Описание
Длина тела около 4 мм. Ярко-окрашенные металлически блестящие осы. Тело дорсально фиолетовое до пурпурного, вентрально синее; скапус усика, педицель, тегулы и ноги синие. Вертекс и мезоскутум с золотистыми отблесками. Скульптура тела с крупными точками на мезонотуме и тергите Т2, на последнем с мелкими точками в промежутках. Предположительно, как и близкие виды, клептопаразиты ос.
Включен в состав видовой группы Chrysis leachii.